# 鉬鉛礦
鉬鉛礦（英語：Wulfenite）是一種含鉛鉬酸鹽礦物，化學式為PbMoO4。它被發現為薄板狀晶體，顏色為亮橙紅色至橙色，有時是棕色，顏色高度可變。
它以四方晶系結晶，通常以柱状、錐狀或板狀晶體形式出現，也作為土状、颗粒状出現。它可在許多地方發現，与铅矿石伴生，是铅矿床氧化带的一种次生矿物。它也是钼的次生矿石，受到收藏家的追捧。

## 發現
1845年，在奥地利克恩頓公國的巴特布萊貝格首次發現了鉬鉛礦。它以奥地利矿物学家弗朗茲·澤維爾·馮·沃芬的名字命名。
它是氧化热液铅矿床中的一种次生矿物。它与白鉛礦、鉛礬、菱鋅礦、異極礦、釩鉛礦、磷氯鉛礦、砷鉛礦、羥釩鋅鉛石、塊黑鉛礦以及各种铁和锰的氧化物一起出现。
亞利桑那州的紅雲礦是鉬鉛礦的一個著名礦區。晶體的顏色是深紅色的，通常非常良好。2017年，鉬鉛礦被批准成為亞利桑那州的官方礦物。

## 晶體學
鉬鉛礦以四方晶系结晶，具有几乎相等的轴向比。因此，它被认为在晶體学上与白钨矿相似。
有观点認為，由於MoO42-和WO42-離子的大小和形狀幾乎相同，在室溫下，在鉬鉛礦-白鎢礦固溶體中不存在混溶间隙，但也有观点认为在较高温度下存在混溶间隙。

## 著色
純淨的鉬鉛礦是無色的，但是大多數樣品顯示的顏色從奶油黃色到鮮豔、濃烈的紅色不等。一些樣品甚至顯示藍色、棕色和黑色。鉬鉛礦的黃色和紅色是由微量鉻引起的。还有人认为，雖然鉛几乎不会增加顏色，但鉬酸鹽會導致鉬鉛礦呈现黃色。
最新的研究表明，儘管強烈著色的來源是外在雜質的存在，但陽離子和陰離子亚晶格中的非雜色計量在晶體著色中也起重要作用。在2010年，Tyagi等人發現，鉬鉛礦著色的原因是外部雜質，因為它們能夠改变起始電荷的純度來生長表現出紅色、綠色和各種黃色的晶體。他們還認為，Pb3+的存在不是造成著色的原因。由於它們在氩气環境中生長的晶體呈淺黃色，因此他們認為間隙氧濃度可能是鉬鉛礦著色的另一個原因。Tyagi等人指出，在氩气環境中，钼處於較低的價態，即其是Mo5+而不是Mo6+。表明Mo5+位點的濃度也是染色的原因之一。
2013年，Talla等人認為，痕量鉻实际上在决定鉬鉛礦的著色方面发挥了作用。在这里，CrO42-阴离子基团取代了四面体位置上的MoO42-基团。他们发现，只要每个配方单位原子数（APFU）为0.002的Cr6+取代Mo6+，就足以形成橙色的樣品。Cr6+的APFU为0.01时，可产生红色。Talla等人继续强调，颜色是由吸收强度的变化而不是光谱位置的变化造成的。

## 圖集

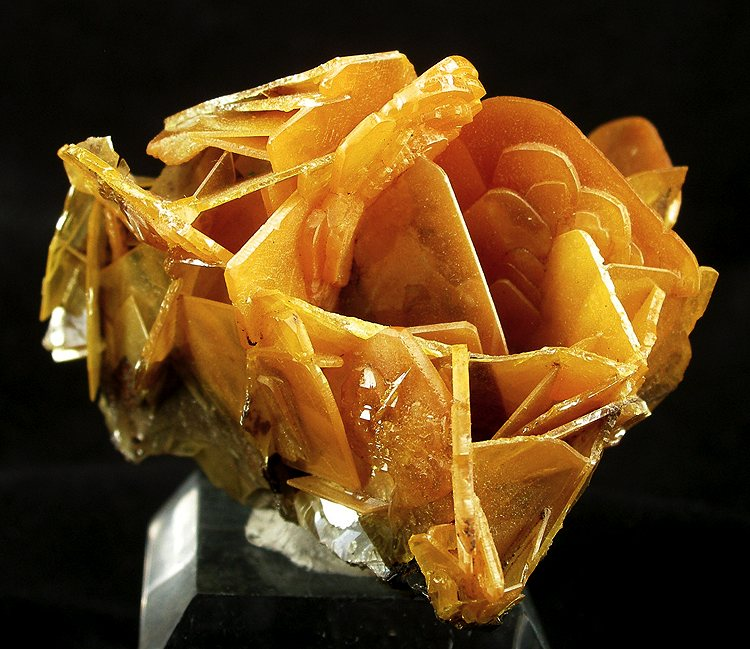
美國亞利桑那州手套礦的半透明，奶油色的鉬鉛礦簇
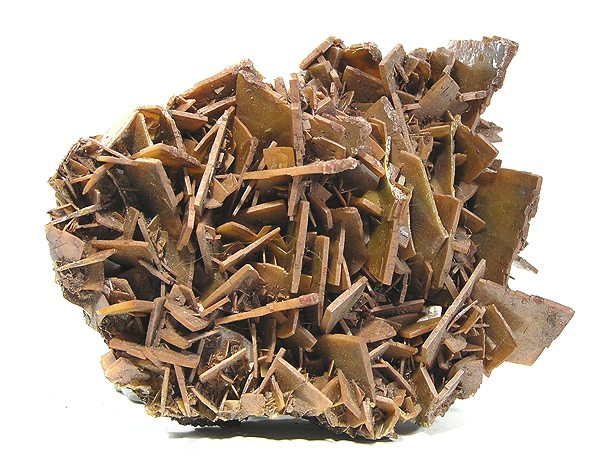
一盤非常鋒利的巧克力棕色鉬鉛礦晶體，即邊緣1.5 cm
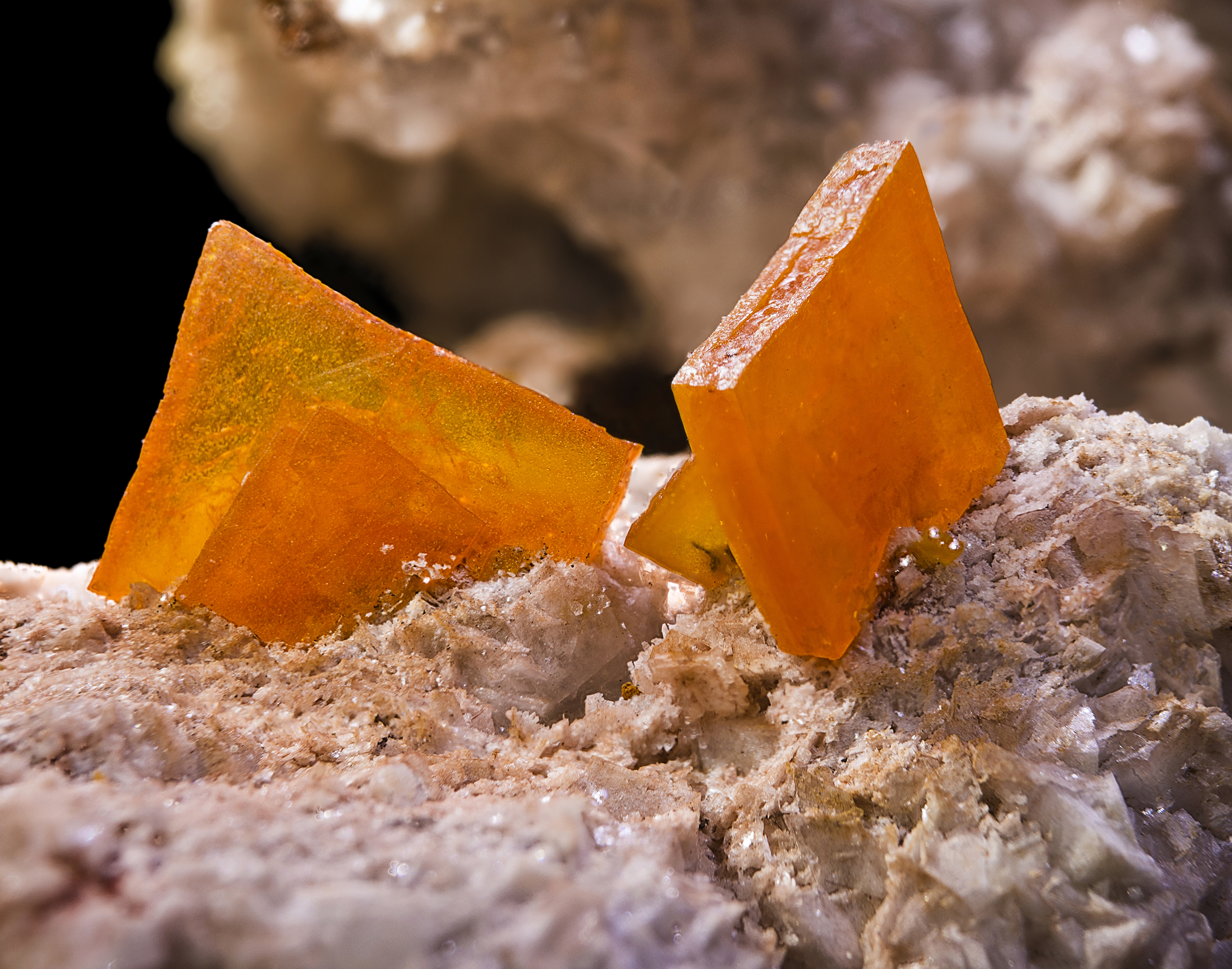
來自墨西哥的鉬鉛礦
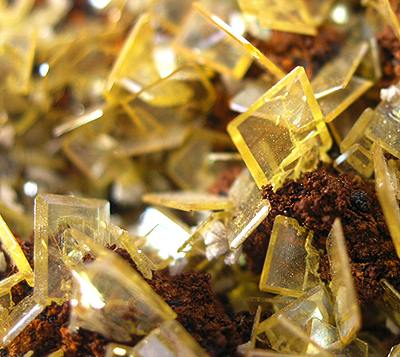
來自墨西哥杜兰戈Mapimi的Mina Ojuela的鉬鉛礦標本
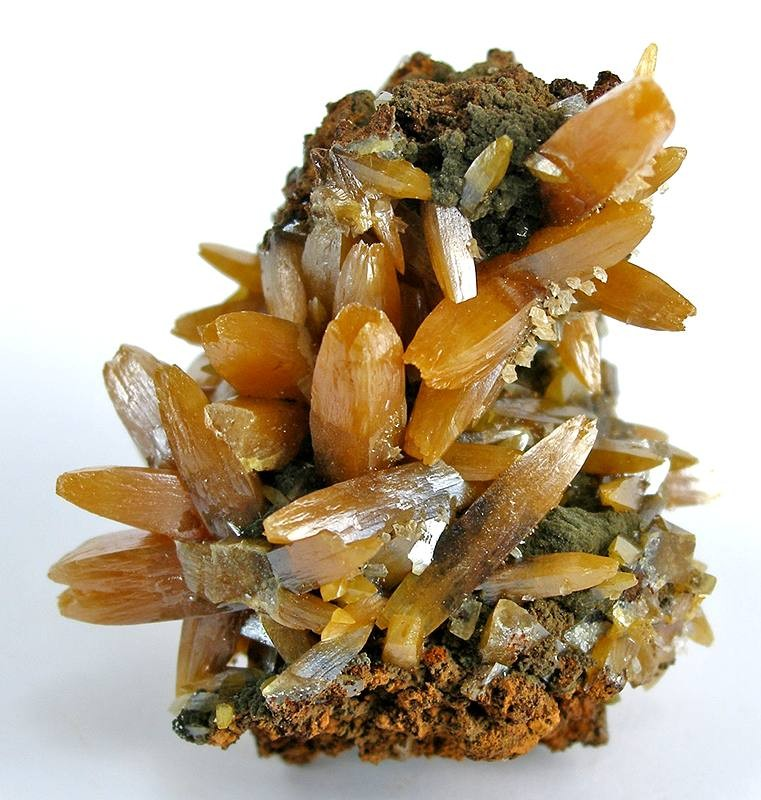
來自墨西哥杜兰戈Mapimi的Mina Ojuela的鉬鉛礦標本
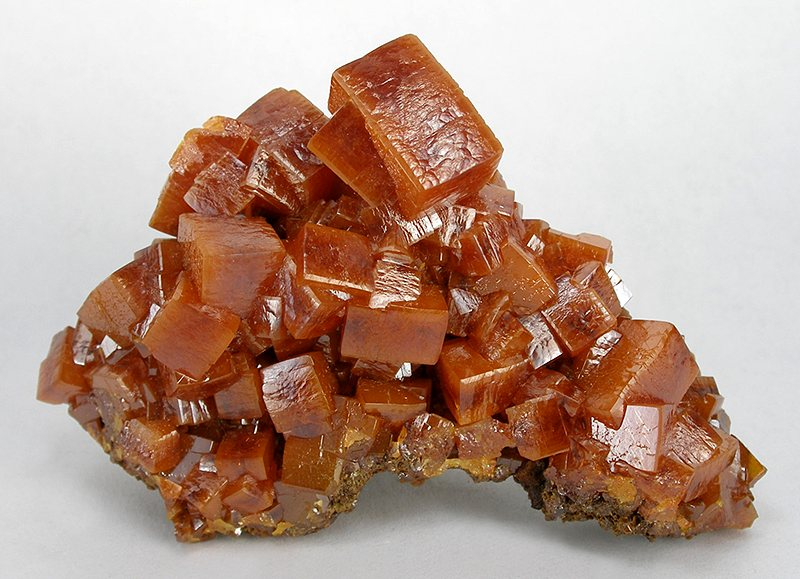
1.7 cm的浓色晶体，产自墨西哥奇瓦瓦州Municipio de Ahumada的Los Lamentos山。
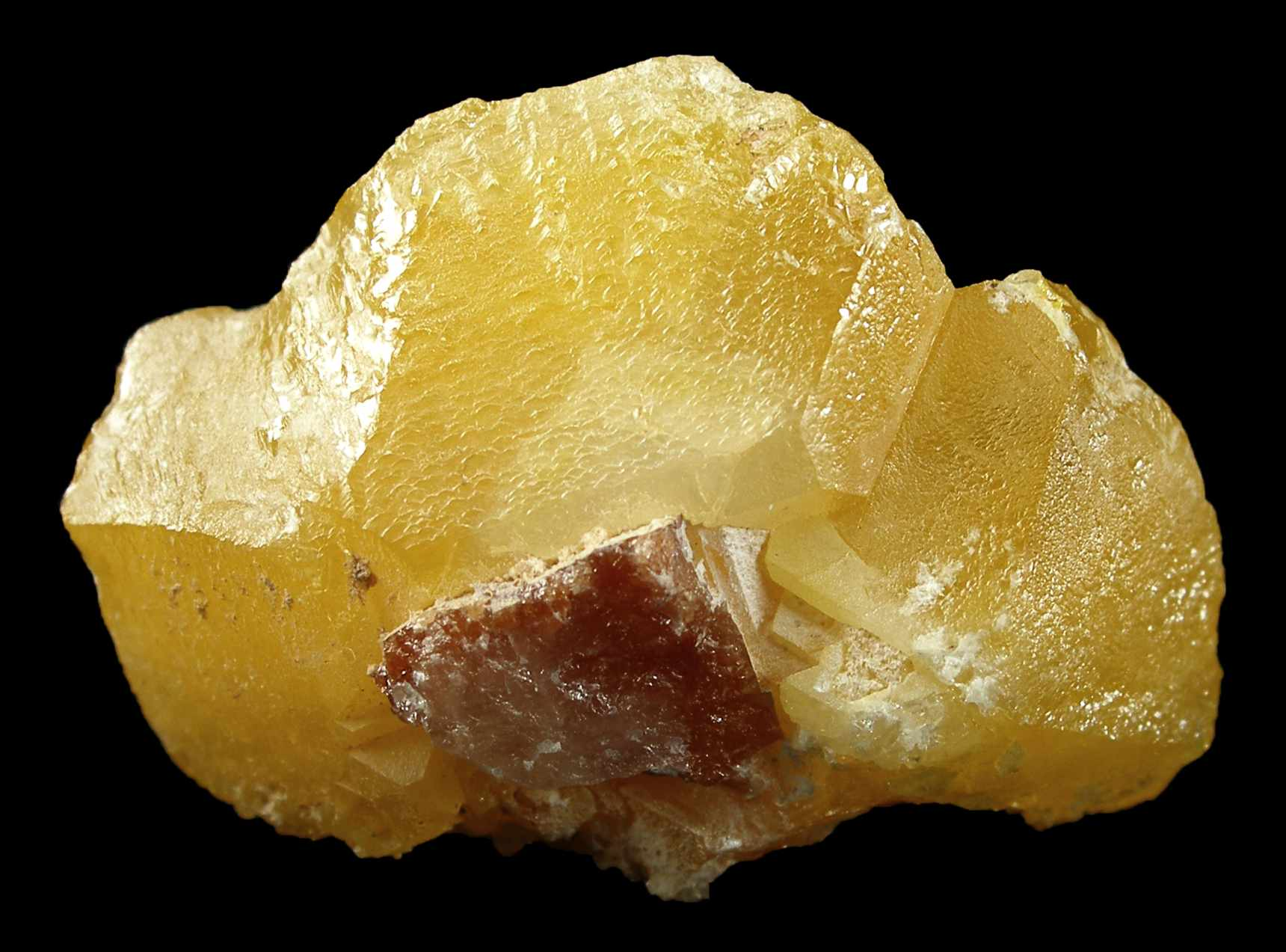
黄色鉬鉛礦晶体，有一小块附着的白鉛礦
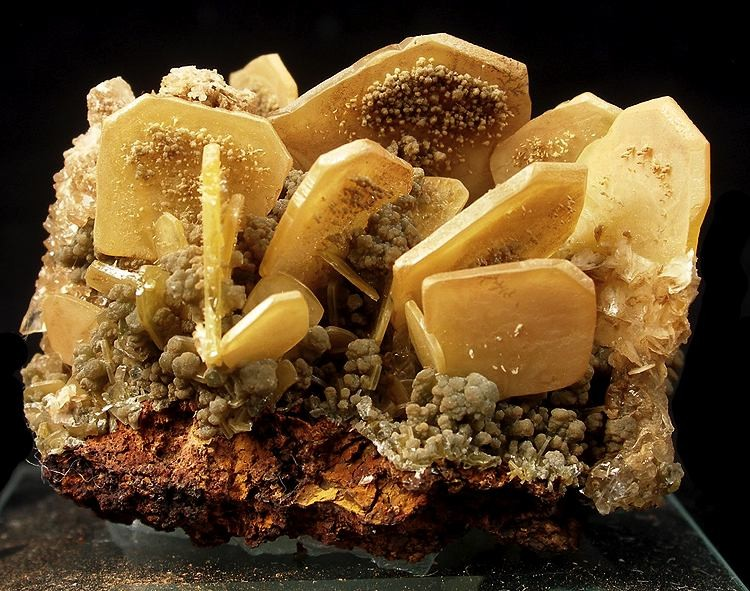
一簇经典的奶油色鉬鉛礦，布满橄榄绿色的砷铅矿
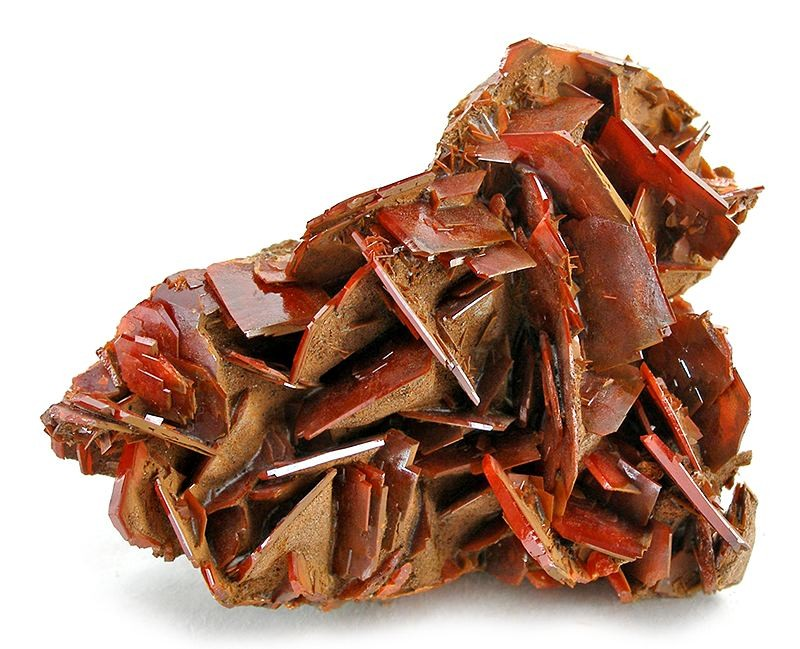
來自中國新疆尖山礦的鉬鉛礦
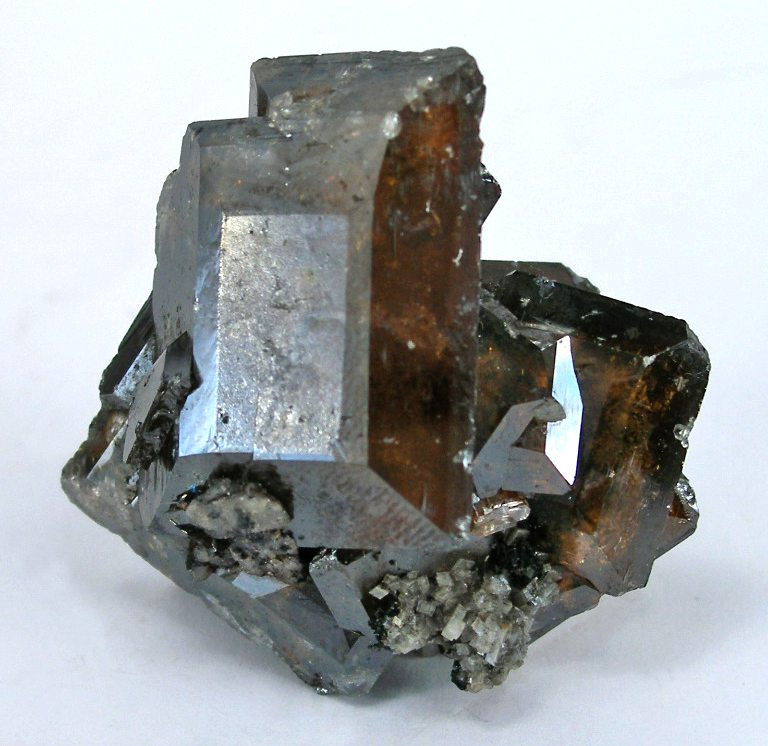
来自纳米比亚奥奇考图地区楚梅布的楚梅布矿的鉬鉛礦
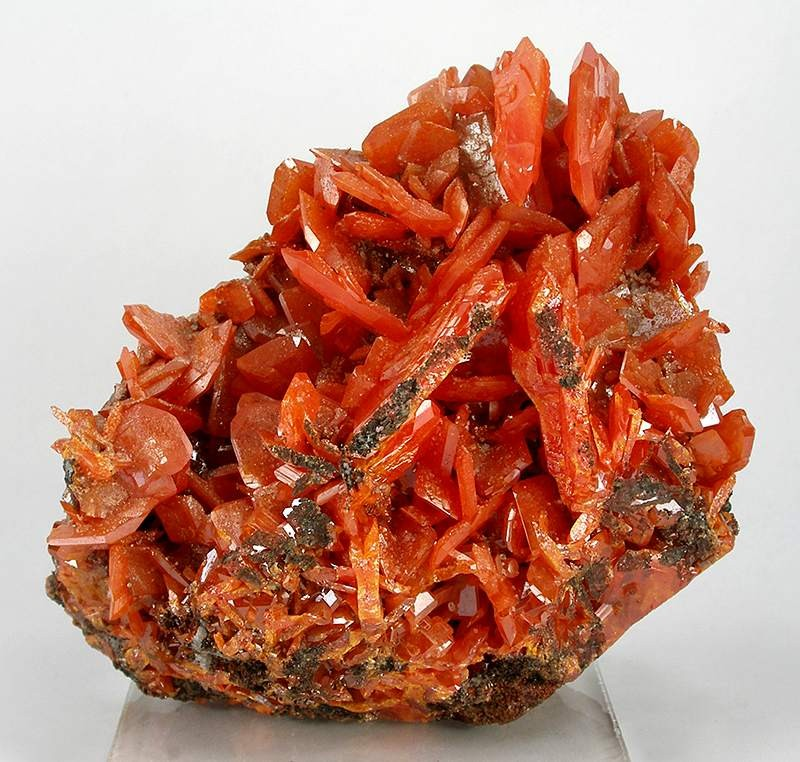
鉬鉛礦的紅色晶體